# Малката война
Малката война (на испански: Guerra Chiquita) е вторият от трите конфликта между кубинските революционери и Испания. Започва на 26 август 1879 г. и след някои незначителни успехи завършва с поражение на революционерите през септември 1880 г. Предшества войната от 1895–98 г., която води до американска намеса и кубинска независимост.

## Предпоставки
Войната има същите цели като Десетгодишната война и в много отношения е нейно продължение. След освобождаването си след Пакта от Санхон, Каликсто Гарсия пътува до Ню Йорк и организира Кубинския революционен комитет с други революционери. През 1878 г. той издава манифест срещу испанското управление на Куба. Това се среща с одобрение сред другите революционни лидери и войната започва на 26 август 1879 г.

## Войната
Революцията е водена от Каликсто Гарсия, който е един от малкото революционни лидери, които не подписват договора от Санхон. Сред другите видни лидери са Хосе Масео (брат на Антонио Масео), Гилермо Монкада и Емилио Нунес. Революционерите са изправени пред много големи проблеми. Липсват им опитни лидери освен Гарсия и имат недостиг на оръжия и амуниции. Освен това те нямат чуждестранни съюзници, които да им помогнат, а населението е едновременно изтощено от Десетгодишната война и му липсва вяра във възможността за победа, вместо това желаейки мир. В западната част на острова повечето от революционните лидери са арестувани. Останалите са принудени да капитулират през 1879 и 1880 г. и до септември 1880 г. те са напълно победени.

## Последица
Въпреки че испанците дават обещания за реформи, те са неефективни. Испанската конституция от 1876 г. е приложена в Куба през 1881 г., но това променя малко. Въпреки че Куба успява да изпрати представители в Cortes Generales, испанския парламент на практика представителите са сред най-консервативните в Куба и по този начин нищо не се случва.
Липсата на истинска реформа води до друго въстание 15 години по-късно, Кубинската война за независимост. Опитът, натрупан от революционерите в Малката война им е от голяма полза и след войната от 1895 г. и свързаната с нея Испанско-американска война, Куба получава независимост от Испания.